# Jones (mixtape)
Jones è il terzo mixtape del rapper italiano Vegas Jones, pubblicato il 23 giugno 2023 dalla Epic Records.

## Tracce
1. Evoluzione – 3:15
2. Sole nel blocco – 2:50
3. Il mio dawg – 2:22
4. Fragile (feat. Gemitaiz) – 2:43
5. Ultimo ballo (feat. Diss Gacha) – 3:26
6. Cry Me a River (feat. Il Tre) – 2:06
7. 500 bianca (feat. Slings) – 2:37
8. Una chance (feat. Quentin40 & MV Killa) – 2:34
9. Da solo (feat. Nitro & Nayt) – 3:30
10. Come ieri (feat. Mostro) – 2:15
11. Curriculum (feat. Il Tre) – 3:36
12. Piccola stella – 2:44
13. Chianti classico – 3:17

## Formazione
Musicisti
- Vegas Jones – voce
- Gemitaiz – voce aggiuntiva (traccia 4)
- Diss Gacha – voce aggiuntiva (traccia 5)
- Il Tre – voce aggiuntiva (traccia 6, 11)
- Slings – voce aggiuntiva (traccia 7)
- Quentin40 – voce aggiuntiva (traccia 8)
- MV Killa – voce aggiuntiva (traccia 8)
- Nitro – voce aggiuntiva (traccia 9)
- Nayt – voce aggiuntiva (traccia 9)
- Mostro – voce aggiuntiva (traccia 10)

Produzione
- Andry the Hitmaker – produzione (traccia 1, 2, 5, 7, 11, 13)
- Finesse – produzione (traccia 1)
- Yung Snapp – produzione (traccia 2)
- Foreigner.Flp – produzione (traccia 3)
- Boston George – produzione (traccia 4, 8, 9, 10)
- Retraz – produzione (traccia 5)
- Joe Vain – produzione (traccia 6, 7, 8, 13)
- Vegas Jones – produzione (traccia 6)
- God Vibes – produzione (traccia 6)
- Marco Marra – produzione (traccia 10)
- MadReal – produzione (traccia 11)
- Room 9 – produzione (traccia 12)
- Enrico Brun – produzione (traccia 12)

## Classifiche

### Classifiche settimanali
| Classifica (2023) | Posizione massima |
| ----------------- | ----------------- |
| Italia            | 17                |